# Nazionale maschile di beach soccer del Paraguay
La nazionale di beach soccer dell'Paraguay rappresenta il Paraguay nelle competizioni internazionali di beach soccer.